# Валентин Антов
Валентин Ивайлов Антов е български футболист, роден на 9 ноември 2000 г. в София. Играе на поста дефанзивен халф и е най-младият футболист, записал официален дебют за ЦСКА в мача за Купата на България срещу София 2010 на 19 август 2015 г. и най-младият капитан в историята на отбора, носейки лентата в продължение на 25 минути в същия мач. Племенник на бившия национал Анатоли Нанков.

## Кариера
Той е част от ЦСКА от есента на 2007 година, когато започва тренировки в детско-юношеската школа на тима.
От 2015 г., на 14-годишна възраст, юношата започва да тренира с мъжкия отбор на ЦСКА. През последвалия сезон записва мачове в турнира за Купата на България и във В група, преди да получи тежка контузия, която го изважда от терените за 8 месеца.
След завръщането си в игра, Валентин Антов се състезава на три фронта – с дублиращия отбор във Втора лига и в юношеските формации до 17 и до 19 години. Като капитан на ЦСКА U19 той вдига трофея в Елитната група през 2017 година.
От юни 2017 Антов отново тренира с мъжкия отбор. След като от ранна детска възраст играе на поста централен защитник, в първия тим той е използван като дефанзивен халф. Армеецът записва своя официален дебют в Първа лига на 14 април 2018 година срещу Верея при победата с 5:1 на „Армията“. Дебютът му в евротурнирите е срещу Рига на 12 юли на „Българска армия“, когато започва като титуляр. На 23 август Валентин Антов подписва първия си професионален договор с ЦСКА.
За юношеския национален отбор дебютира в контролен мач срещу Вестфалия през септември 2015 г., а официалният му дебют е в квалификацията за Европейското първенство за юноши до 17 г. срещу Италия (0:3) на 21 октомври 2015 г. Антов е неизменна част от всички национални гарнитури, а през 2018 г. е част от състава на България U19, с който играе квалификации за Европейско първенство. През март 2019 селекционерът на А националния отбор Петър Хубчев изпраща повиквателна до Антов и му дава шанс да дебютира в европейската квалификация срещу Косово в Прищина на 25 март, завършила наравно 1:1.
На церемонията „Футболист на годината“ на 6 януари 2019 г., 18-годишният Валентин Антов печели наградата в класацията за най-проспериращ млад играч до 21 години.
През 2020 година става подгласник на Димитър Илиев в класацията Футболист на годината на България.

## Серия А
На 1 февруари 2021 година, в последния ден на трансферния период, е даден под наем с опция за закупуване на Болоня. Така той става вторият българин който ще играе за италианския тим, след национала Николай Илиев.

## Серия Б
На 27 август 2021 година, е даден под наем в Монца за една година със задължителна опция за закупуване.

## Отличия
- Купа на България – (2) пъти носител (2016), (2021) с ЦСКА (София)
- Шампион на Югозападна В група с ЦСКА (София) през 2015/2016 г.
- Най-проспериращ млад футболист в България за 2018 г. – церемония „Футболист на годината“
- Най-добър защитник в efbet Лига за 2020 г. – церемония „Футболист на годината“
- Футболист №2 на България за 2020 г. – церемония „Футболист на годината“